# Hemisemidalis kulickae
Hemisemidalis kulickae is een insect uit de familie van de dwerggaasvliegen (Coniopterygidae), die tot de orde netvleugeligen (Neuroptera) behoort. 
De wetenschappelijke naam Hemisemidalis kulickae is voor het eerst geldig gepubliceerd door Dobosz & Krzeminski in 2000.